# Сапіга Іван Семенович
Іва́н Семе́нович Сапі́га (або Сопіга, бл. 1430 — 4 грудня 1519) — державний і військовий діяч Великого князівства Литовського, дипломат. Писар господарський (з 1483), канцлер королеви Олени Московської (з 1500), маршалок господарський (з 1504), воєвода (намісник) вітебський (1508—1514, з 1511 — воєвода), воєвода підляський (1513—1517). Родоначальник коденьської гілки Сапіг. Брат Богдана Сапіги.

## Біографія
2-ий син Семена Сопіги та Настаськи. Роки життя Івана Сопіги (саме так він писав тоді своє прізвище) досить точно виводяться з його посмертного портрета, де роком його відходу в засвіти вказано 1519, а вік — 89 років, себто народитися він мав бл. 1430 р.
З 1488 року був писарем господарським великого князя литовського й короля польського, Казимира IV Ягеллончика.
У 1497, 1498 і 1499 був послом у Москву, у 1501 р. вирушив до Рима у складі посольства, яке просило від папи затвердження митрополита Йосифа I Болгариновича, дотримувався Флорентійської унії.
З 1501 року був канцлером великої княгині Олени Іванівни. У 1502 році був послом до магістра Лівонського ордену. Того ж року отримав браславське староство. Наступного року був послом до Москви, у якій уклав шестирічне перемир'я, що завершило Московсько-литовську війну, і за яким до Московської держави відійшла значна частина Литовської держави з Черніговом, Брянськом, Стародубом, Карачевом, Білою та іншими містами.
1504 року став маршалком господарським. Після обрання на трон Сигізмунда І Старого титулувався найвищим секретарем Великого князівства.
У 1505 знову був послом до Москви, однак продовжити термін перемир'я йому не вдалось.
У 1508—1514 роках намісник Вітебський. 1508 року уклав мир, який завершив чергову Московсько-литовську війну.
У 1512 році вів переговори в Польщі з коронною радою про допомогу в новій війні з Московією.
З 1514 року — воєвода підляський.
Заклав основи латифундій коденьської гілки Сапіг. У 1504 році заснував місто Іказнь та Іказненський замок, збудував Кодень з замками. Через війни з Москвою втратив смоленські маєтки, але натомість отримав нові на Підляшші та Берестейщині.

## Сім'я й діти
Іван Сапіга залишив з першого шлюбу з Анною трьох синів і три дочки. Діти:
- Павло, одружений спершу з Оленою, княгинею Гольшансько-Дубровицькою, а потім з Олександрою (Оленою) Ходкевич, дочкою Олександра
- Михайло, одружений з Ядвігою Софією Глебович, дочкою Яна
- Фридерик (Федір), одружений з Анною Забжезинською, дочкою воєводи троцького Яна і Софії з Радзивиллів
- Доброхна, жінка Яна Ґабріеля Тенчинського з Красника
- Богдана Ганна, жінка Яна Петровича Немировича, прозваного Яном П'єньком, старости черкаського й канівського, намісника вітебського, правнука Яна Немири з Уселюба
- Марина, про яку нічого невідомо.

З другою дружиною, Ельжбетою з Глебовичів, дочкою Станіслава, воєводи полоцького, дітей не мав.